# Programa de entrenamiento para pilotos civiles

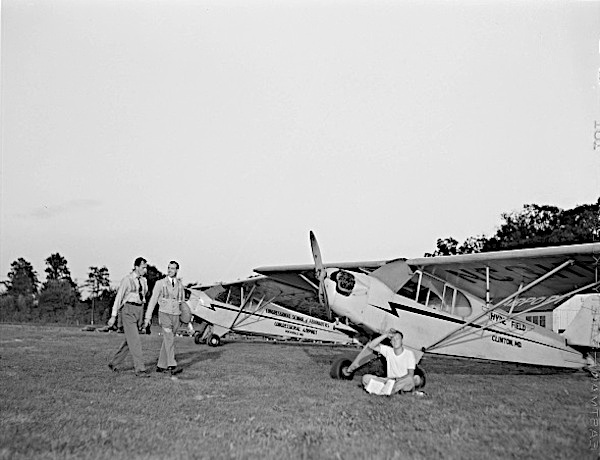
Los estudiantes vuelan con Piper J-3 bajo el Programa de Entrenamiento de Pilotos Civiles. Aeropuerto del Congreso. Rockville, Maryland

El Programa de Entrenamiento de Pilotos Civiles (en inglés Civilian Pilot Training Program o CPTP) fue un programa de entrenamiento de vuelo que estuvo operativo desde 1938 hasta 1944. Fue patrocinado por el gobierno de los Estados Unidos con el propósito de aumentar el número de pilotos civiles con preparación militar que estuvieran preparados para participar en la fuerza aérea. 

## Establecimiento
En los años anteriores a la Segunda Guerra Mundial, muchos países europeos comenzaron a entrenar a miles de jóvenes para que pudieran ser pilotos. Oficialmente de naturaleza civil, estos programas patrocinados por el gobierno europeo sirvieron como academias clandestinas de entrenamiento de vuelo militar. 
En octubre de 1938, el general Henry H. "Hap" Arnold reunió a los representantes de las tres  escuelas de aviación principales con el fin de solicitar que se estableciera un inicio sin fondos de escuelas CPTP bajo su propio riesgo. Los participantes fueron Oliver Parks, de Parks Air College, CC Moseley, del Instituto Técnico Curtiss-Wright, y Theophilus Lee de la Escuela de Aeronáutica de Boeing. Todos estuvieron de acuerdo en abrir las escuelas. El CAA encabezado por Robert Hinckley, creó la Ley de Aeronáutica Civil de 1938 cuyo contenido era un lenguaje que autorizaba y financiaba un programa de prueba para lo que después evolucionaría en el Programa de Entrenamiento de Pilotos Civiles (CPTP). El presidente Franklin D. Roosevelt dio a conocer el programa el 27 de diciembre de 1938, anunciando en una conferencia de prensa de la Casa Blanca que había firmado una propuesta para proporcionar un impulso necesario a la aviación general para capacitar a 20,000 estudiantes universitarios al año. 
Siguiendo el precedente europeo, el CPTP fue establecido como programa civil. Sin embargo, no se escondió que su objetivo era potenciar la defensa nacional. El programa comenzó en 1939 con dos leyes aprobadas por el Congreso en abril y junio, con el gobierno pagando un curso de escuela de tierra de 72 horas seguido de 35 a 50 horas de instrucción de vuelo en instalaciones ubicadas cerca de once colegios y universidades. Fue un éxito incondicional y proporcionó una gran visión para sus seguidores: expandir en gran medida la población de pilotos civiles de la nación al capacitar a miles de estudiantes universitarios para volar. 

## Controversia
El establishment militar inicialmente no estaba entusiasmado con la idea, sobre todo porque el programa era administrado por civiles. El Congreso también se dividió en su mayoría en líneas partidarias en cuanto al valor del programa de entrenamiento. Los aislacionistas calificaron el programa como un provocativo ruido de sables que amenazaba la neutralidad de la nación; otros lo criticaron como un desperdicio de dólares de impuestos del barril de cerdo, mientras que los partidarios promocionaban los impactos positivos en la industria de la aviación y el valor de defensa de una base enormemente ampliada de pilotos entrenados. 
Cuando la invasión nazi de Polonia el 1 de septiembre de 1939 desencadenó la Segunda Guerra Mundial, el valor militar del CPTP se hizo evidente, incluso para los detractores del programa. Estados Unidos comenzó a evaluar su capacidad para librar una guerra aérea y los resultados fueron atroces. Los pilotos, instructores y aviones de entrenamiento eran escasos. Reconociendo la escasez de pilotos entrenados, tanto el Cuerpo Aéreo del Ejército como la Armada renunciaron a regañadientes a ciertos cursos de "eliminación" para graduados de CPTP y les permitieron continuar directamente con el entrenamiento de pilotos. 

 El Cuerpo Aéreo del Ejército consideró que la situación era lo suficientemente grave como para suspender la aviación privada y que todo el entrenamiento de pilotos (especialmente el CPTP) quedara bajo el control de los militares. La edición del 13 de diciembre de 1940 de American Aviation Daily contenía esta explicación de las intenciones del Ejército: 
 “Se entiende que los planes ya están redactados por el Ejército para aterrizar todos los vuelos privados en los Estados Unidos durante la emergencia nacional. . . El Ejército se hará cargo de todo el entrenamiento (incluido el CPTP) ". 
 La propuesta del Ejército debió enfrentarse a una fuerte resistencia. Solo dos semanas después de la publicación del artículo, 83 compañías de la aviación general se organizaron en  la Asociación Nacional de Capacitación de Aviación (NATA). Los miembros de la NATA reconocieron que, si no se cuestionaba el plan del Ejército a todos los efectos prácticos, prohibiría a los aviones privados de los cielos estadounidenses. La NATA y otros miembros de la aviación redujeron la apuesta del Ejército con una  campaña de cabildeo en el Congreso altamente efectiva. Sus acciones no solo salvaron el CPTP, sino que también pudieron haber salvado a toda la industria de la aviación en los Estados Unidos. 

## Construcción
El resultado fue un CPTP revitalizado que expandió de su plan de estudios a un segmento más amplio de colegios y universidades. En mayo de 1939, se seleccionaron las primeras nueve escuelas y se agregaron nueve más en agosto de 1940 (cuando la batalla de Gran Bretaña estaba en su apogeo). Luego se agregaron 11 más en marzo de 1941 y 15 más en octubre de 1941, cuatro meses después de la formación de la USAAF, y solo dos meses antes de la entrada de Estados Unidos en la Segunda Guerra Mundial. Con este crecimiento, en el programa participaban 1.132 instituciones educativas y 1.460 escuelas de vuelo. Instituciones como la Universidad de Míchigan ; Universidad de Virginia Universidad de Washington Instituto de Tecnología de Georgia ; Pomona Junior College ; San Jose State Teachers College ; y más notablemente, el Instituto Tuskegee, todos incluyeron el CPTP en sus planes de estudio.  
La inclusión de la Universidad Tuskegee en las filas de los participantes del CPTP, junto con la Universidad Hampton, la Universidad Estatal de Virginia, la Universidad Estatal de Delaware y la Universidad Howard, ayudó a abrir las puertas a los primeros pilotos militares afroamericanos . El inicio de la Segunda Guerra Mundial y la presión política se combinaron para obligar al Cuerpo Aéreo del Ejército de los EE. UU  a emplear afroamericanos como oficiales y pilotos, donde la mayoría eran graduados del CPTP. 
La decisión de entrenar a pilotos civiles también produjo un efecto secundario inesperado, pero bienvenido en la industria de la aviación general. Resultaba que los Estados Unidos enfrentaba una escasez tan grande de aviones de entrenamiento como lo sufrían también los pilotos civiles. Las regulaciones federales de la Autoridad de Aeronáutica Civil (predecesora de la Administración Federal de Aviación ) requerían que una escuela de vuelo participante en CPTP fuera propietaria de un avión por cada diez estudiantes inscritos en el programa. 
Además, los requisitos especificados para estos aviones redujeron el campo a solo varios modelos en producción en ese momento, donde la mayoría de las escuelas de vuelo prefirieron la configuración de asiento en tándem del Piper Cub . Aprovechando la oportunidad que se les presentaba inesperadamente, varios fabricantes de aviones ligeros llenaron rápidamente el vacío del mercado con sus propios aviones compatibles con CPTP, como el WACO UPF-7 y el biplano Meyers OTW . Aeronca y Taylorcraft también produjeron versiones en tándem de sus monoplanos de alas altas con asientos paralelos existentes.

## Entrada en la guerra
Después del ataque a Pearl Harbor y la entrada de Estados Unidos a la Segunda Guerra Mundial, el CPTP cambió para siempre. El Programa de Entrenamiento de Pilotos Civiles se convirtió en el Servicio de Entrenamiento de Guerra (WTS) y, desde 1942 hasta 1944, sirvió principalmente como el programa de selección para posibles candidatos para piloto. Los estudiantes aún asistían a clases en colegios y universidades, y las escuelas de vuelo privadas seguían impartiendo capacitación en vuelo, pero todos los graduados de WTS debían firmar un contrato en el que aceptaban ingresar al ejército después de la graduación.  
El programa CPTP / WTS terminó en el verano de 1944, pero no antes de que 435.165 personas, incluidos cientos de mujeres y afroamericanos, hubieran aprendido a volar. Las leyendas notables entrenadas bajo el CPTP incluyen al astronauta y senador John Glenn, el as de la Armada Alexander Vraciu, el piloto de pruebas del Douglas, Robert Rahn, Richard Bong, as de la Segunda Guerra Mundial Major, Bud Anderson, triple as, George McGovern, ex senador, Dora Dougherty, miembro de WASP, y el aviador de Tuskegee Major Robert W. Deiz. El CPTP fue extraordinariamente exitoso en lograr su misión principal, mejor expresada por el título del libro del historiador de la aviación Dominick Pisano, To Fill the Skies with Pilots (en castellano, Llenar los cielos de pilotos.)  
Las escuelas más grandes que participaron en el programa fueron "Piedmont Aviation", operada por Tom Davis, y "Southern Airways", operada por Frank W. Hulse. La escuela de Piedmont tenía su sede en Winston-Salem, Carolina del Norte, mientras que Southern tenía escuelas en Charlotte y en Greenville y Camden en Carolina del Sur, y en Birmingham y Decatur, Alabama. Ambas compañías entrenaron a más de 60,000 pilotos de guerra, incluidos hombres jóvenes de Brasil (Piamonte) y una gran cantidad de pilotos de la Real Fuerza Aérea de Inglaterra (sur). Para 1947, la escuela de Davis se había convertido su escuela en Piedmont Airlines, que tenía vuelos regulares de pasajeros entre Carolina del Norte y Ohio. En 1949, Hulse hizo que Southern Airways realizara servicios comerciales entre Jacksonville, Florida y Memphis, Tennessee, y entre Atlanta y Charlotte en Georgia. Ambas aerolíneas comenzaron a operar con aviones Douglas DC-3 excedentes de guerra que fueron modificados para que sus antiguos hangares de mantenimiento se pudieran usar con fines comerciales. 
Más tarde, una de las pocas instructoras del programa escribió sobre sus experiencias. Con la amenaza de guerra en el horizonte, Opal Kunz renovó su licencia de piloto después de tomar un curso de actualización en Hagerstown, Maryland. Una vez que obtuvo la licencia, comenzó a enseñar a estudiantes de aviación en el Arkansas State College (ahora Arkansas State University ). Más tarde se mudó a Rhode Island, y al comienzo de la Segunda Guerra Mundial se convirtió en instructora en la Terminal del Aeropuerto Estatal de Rhode Island para cadetes de la Armada y del "Programa de Entrenamiento de Pilotos Civiles (CPTP)", todos patrocinados por el gobierno durante la guerra y enseñando a más de 400 jóvenes. Este era su viejo sueño de que el Cuerpo Aéreo Betsy Ross se hiciera realidad, ya que ella ayudó a entrenar a los hombres que volarían aviones de combate durante todo el conflicto bélico. Una cuenta de la época muestra el trabajo que estaba haciendo al decir: "Sra. Kunz ha estado en Providence desde enero [1942] como miembro del personal de EW Wiggins Airways . Ella tiene la confianza de una madre en sus 'niños' y ellos responden con respeto y entusiasmo. Nada le da más alegría que verlos solos, saber que los ha llevado un paso más cerca de la línea de defensa aérea del tío Sam". Más tarde, en su casa en California, recordaría sus experiencias con cariño. “Entrené a unos 400 niños y fue fácilmente lo más destacado de mi carrera. Realmente me convertí en una especie de madre adoptiva para ellos. Te sorprendería cuántos de mis muchachos trajeron a sus esposas e hijos a verme después de la guerra. También indicó en una carta que había entrenado a pilotos de combate. ". . . Fui instructora de vuelo durante toda la guerra. Tenía más de trescientos estudiantes que sirvieron como pilotos de combate en la guerra ".
Varias graduadas del programa, incluidos Betty Tackaberry Blake, Florence Shutsy-Reynolds y Betty Jane Williams, se desempeñaron como pilotos al servicio de la Fuerza Aérea de Mujeres (WASP).